# Webequie Airport
Webequie Airport (franska: Aéroport de Webequie) är en flygplats i Kanada.   Den ligger i Kenora District och provinsen Ontario, i den östra delen av landet, 1 200 km nordväst om huvudstaden Ottawa. Webequie Airport ligger 202 meter över havet. Den ligger vid sjön Winisk Lake.
Terrängen runt Webequie Airport är mycket platt. Trakten runt Webequie Airport är nära nog obefolkad, med mindre än två invånare per kvadratkilometer.. Det finns inga samhällen i närheten. 